# Патера Гиш Бар
Гиш Бар — патера, или кратер сложной формы с изрезанными краями, на спутнике Юпитера Ио, диаметром 117 км. Названа по имени бога солнца Гиш Бара из вавилонской мифологии, название одобрено Международным астрономическим союзом в 1997 году.

## Расположение
Патера Гиш Бар расположена на северо-западе области Мидия, у южного подножия горы Гиш Бар, имеющей высоту 11 км и диаметр 217 км. К северу от патеры лежит гора Скифия, к северо-западу — патера Шанго а к западу — гора Монан, с севера и юга от которой расположены патеры Монан и Ах Пеку.

## Исследование
КА «Галилео» неоднократно фиксировал вулканическую активность патеры (в частности, в 1996 и 2001 годы). Западная часть патеры имеет в основном зелёный цвет с небольшим количеством светлых пятен, в то время как её восточная часть в основном оранжевая. Активная северо-западная часть патеры имеет пёстрый окрас дна, являющийся итогом нескольких извержений. Предполагается, что потоки лавы патеры имеют силикатный состав.